# Viehdorf
Viehdorf è un comune austriaco di 1 361 abitanti nel distretto di Amstetten, in Bassa Austria.